# سیستم طبقه‌بندی خاک کانادا
هدف از تعریف و استفاده از سیستم طبقه‌بندی خاک کانادا همچون سایر سیستم‌های ملی دیگر این است که خاک‌های مناطق خود را به روشی کاربردی و معقول تعریف کنند. کانادا در شمال مدار ۴۰ درجه شمالی قرار گرفته‌است و نیازی به استفاده از رده‌های خاک که در عرض‌های پایین‌تر تشکیل می‌شوند ندارد. همچنین قسمت وسیعی از خاک کانادا در اقلیم‌های جنگلی و توندرا را قرار دارد که بیشترین تأثیر را بر روی تشکیل خاک‌های این کشور گذاشته‌است.
این سیستم خاک‌ها را در پنج سطح رده‌بندی می‌کند: رده، گروه بزرگ، زیر گروه، فامیل و سری و طبق آخرین اصلاحات دارای ده ردهٔ خاک می‌باشد.
این سیستم شباهت زیادی به سیستم طبقه‌بندی خاک ایالات متحده آمریکا دارد و اسکلت، چارچوب و بسیاری از ضوابط تعریف شده در این سیستم از سیستم آمریکایی گرفته شده‌است.

## تاریخچه
آغاز مطالعات طبقه‌بندی خاک در کانادا با بررسی‌های اولیه خاک در منطقه انتاریو در سال ۱۹۱۴ صورت گرفت. تغییرات بوجود آمده در سیستم کانادایی متأثر از تحولات جهانی در بخش خاک و افزایش روزافزون دانش خاکشناسی صورت گرفته‌است. در مطالعات پدوژنیکی اولیه در کانادا خاک به عنوان یک پیکره طبیعی یکپارچه که تحت تأثیر اقلیم و پوشش گیاهی بر روی مواد سطحی بوده معرفی شده‌است.
در طول ۸۰ سال کار و مطالعات پدوژنیکی در کانادا، مفاهیم خاک و اصول سیستم طبقه‌بندی بر اثر پیشرفت دانش در زمینه خاک توسعه و تغییر یافت.

## افق‌ها و لایه‌های تعریف شده در این سیستم
در سیستم طبقه‌بندی خاک کانادا افق به لایه ای از مواد معدنی یا آلی خاک که تقریباً موازی سطح زمین است و از لحاظ ویژگی‌ها و فرایندهای خاکسازی بایکدیگر متفاوت بوده گفته می‌شود. هر افق نسبت به افق مجاور از لحاظ رنگ، بافت، ساختمان، پایداری، ترکیب شیمیایی، زیستی و مینرالوژی می‌تواند متفاوت باشد.
افق‌های ژنتیکی اصلی معدنی شامل: افقA، افقB, افقC
و افق‌های ژنتیکی آلی عبارتند از:افقH, افقL، افقF که عمدتاً در بستر جنگل‌ها در مراحل مختلف تجزیه می‌باشند.
همچنین لایهR(سنگ بستر) و W(لایه‌های پوشیده از آب) از بقیه لایه‌ها می‌باشند.

## افق‌های مشخصه
افق چرنوزومیک: یک افق معدنی سطحی با درصد بالای مواد آلی
افق دوریک: یک افق مشخصه زیر سطحی معدنی سخت و سیمانی شده عمدتاً توسط سیلیس
افق فراجی پن: افق معدنی زیر سطحی با خصوصیات ترد و شکننده
افق ارتستین: افق مشخصه زیر سطحی معدنی به شدت سیمانی شده
افق پلاکیک: افق مشخصه زیر سطحی معدنی سیمانی شده با آهن، مواد آلی و آلومینیوم، اکسید آهن هیدراته و اکسید منگنز
افق پادزولیک

## رده‌های خاک
1. ارگانیک: خاک‌هایی با درصد مواد آلی بالا
2. ورتیسولیک: خاک‌هایی با درصد بالای رس انبساط پذیر
3. پادزولیک: خاک‌های شنی و اسیدی تحت پوشش گیاهان همیشه سبز و جنگل‌های سوزنی برگ همچون کاج، سرو، نراد و..
4. گلی سولیک: خاک‌هایی با سطح آب زیر زمینی بالا و لکه‌های رنگی حاصل احیا آهن
5. چرنوزومیک: خاک‌های معدنی با لایه‌های سطحی غنی از مواد آلی و تیره رنگ
6. لویسولیک: خاک‌هایی که معمولاً تحت جنگل‌های برگریز تشکیل می‌شوند و عمدتاً معادل خاک‌های آلفی سول در سیستم خاک آمریکا است.
7. برونیسولیک: خاک‌هایی در تحت اراضی جنگلی با افق ژنتیکی B قهوه ای و تکامل بیشتر نسبت به خاک‌های رده رگوسولیک
8. سولونتزیک: خاک‌هایی با درصد سدیم تبادلی بالا
9. رگوسولیک: خاک‌های تکامل نیافته و کم عمق
10. کریوسولیک: خاک‌های یخ زده